# Rhiannon

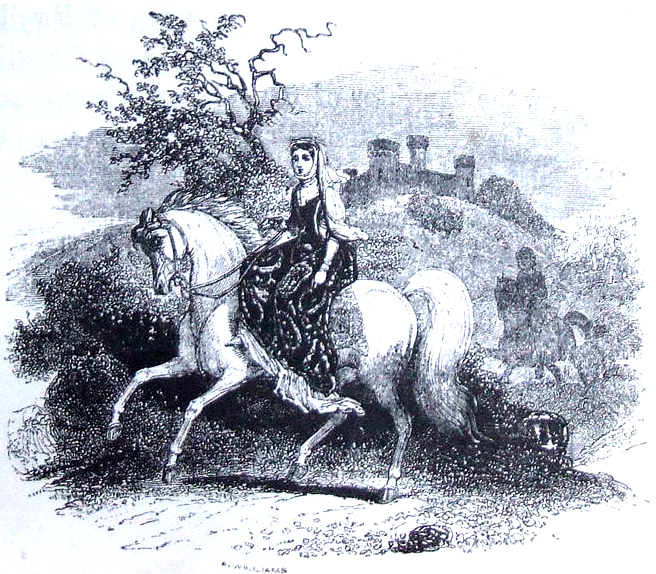
Rhiannon na ilustraci k Mabinogi, 1877

Rhiannon je jedna z hlavních postav Mabinogi, středověkého souboru velšských pověstí. Je dcerou Hyffaida Hena a manželkou Pwylla, knížete Dyfedu, se kterým zplodila hrdinu Pryderiho. Poté co ovdověla, stala se manželkou Manawydana. Podle Jamese McKillopa společně s Dylanem a Taliesinem patří k nejznámějším postavám velšské mytologie.
Někteří badatelé, například James McKillop, Jaan Puhvel, James Mallory a D. Q. Adams považují Rhiannon za dědičku bohyně příbuznou galské Eponě a Rigantoně ctěné v římské Británii. Puhvel vykládá její jméno jako „královna“ a přirovnává ji také k dalšími postavám spojeným s koňmi jako irská Ériu, Medb a Macha, manželka Crunniucova. Mallory a Adams její jméno spojují s velšským rhiain „panna“ a staroirským rígain „královna“.
Rhiannon: Inquiry into the First and Third Branches of the Mabinogion je také název knihy keltisty Williama Johna Gruffydda z roku 1953.

## Příběh
Podle První větve Mabinogi Pwyll, kníže Dyfedu v jihozápadním Walesu, seděl na kouzelném vrchu Arbeth v očekávání zázraků, které se na něm mají dít. Následně spatřil krásnou ženu v šatech ze zlatého brokátu jedoucí na běloušovi a poslal své muže, aby ji pronásledovali. Na čtvrtý pokus se jim podaří zjistit, že se žena jmenuje Rhiannon. Ta knížeti oznámila, že je dcerou Hyffaida Hena a že Pwylla miluje, ale její otec ji proti její vůli zaslíbil jinému muži – Gwawlovi, synovi Cluda. Kníže ji poté požádal, aby se za rok a den vzali, a v určenou dobu se v doprovodu stovky mužů dostavil do paláce Rhiannonina otce. Svatbu však přerušil vysoký cizinec s kaštanovými vlasy, oděný v saténu, a požádal Pwylla o nespecifikovanou laskavost. Kníže souhlasil, načež se ukázalo, že se jedná o Gwawla, dřívějšího Rhiannonina snoubence. Ten si jako laskavost vybral Rhiannon, s čímž Pwyll kvůli své cti souhlasil. Nevěsta si však vymínila roční lhůtu a dala knížeti kouzelný pytel.
Po roce následovala další svatba, tentokrát Rhiannon a Gwawla. Na té se objevil žebrák a prosil o jídlo, které se mu vejde do pytle, s čímž Gwawl souhlasil. Jednalo se však o převlečeného Pwylla, jehož vak byl kouzelný a nešlo ho naplnit. Převlečený kníže navrhl, aby do něj Gwawl vlezl a ovládl jeho magii, následkem čehož ho Pwyll v něm může uvěznit. Pwyllovi muži vběhnou dovnitř a obklíčí síň. Pak se s Gwawlem hrála hra „na jezevce v pytli“, při které byl zbit a zkopán, dokud neslíbil, že se vzdá Rhiannon a nebude se mstít. Poté se dvojice konečně vzala, ale po léta se Rhiannon nedařilo otěhotnět. Nakonec porodila syna, ten byl však v předvečer prvního máje unesen. Následně byla Rhiannon křivě obviněna služkami, které měly dítě hlídat, že novorozence zabila. Pwyll jí uložil jako trest, že musí po sedm let sedět u kamene, ze kterého se nasedá před branou paláce na koně a každému příchozímu nabízet, že jej sveze na zádech dovnitř. Než si však celý trest odsloužila, její syn se vrátil a byl pojmenován Pryderi.
Ve Třetí větvi Mabinogi se vypráví o tom, jak se Pryderi dostal k moci a svou krásnou matku slíbil za ženu svému spolubojovníkovi Manawydanovi. Ta bez meškání souhlasila. Rhiannon se svým synem následně jako jedni z mála přežili smrtící mlhu, která zahalila knížectví Dyfed. Z Walesu se pak se svým manželem, synem a jeho manželkou vydala do Lloeygyru, tedy do pozdější Anglie. Odtud se museli vrátit do Dyfedu, kde byla Rhiannon se svým synem začarována. Tato kletba, stejně jako smrtící mlha, byla dílem Gwawla, bývalého snoubence Rhiannon, ale Manawydanovi se podařilo jej donutit, aby obojí zrušil.
Zmiňováni jsou také Rhiannoniny ptáci, kteří zpívají, když useknutá hlava Bendigeidfrana, syna Llyrova, mluví se svými přáteli.